# 362 (tal)
362 är det naturliga talet som följer 361 och som följs av 363.

## Inom vetenskapen
- 362 Havnia, en asteroid.

## Inom matematiken
- 362 är ett jämnt tal
- 362 är ett sammansatt tal
- 362 är ett defekt tal